# Pedaria walteri
Pedaria walteri är en skalbaggsart som beskrevs av Josso och Prévost 2003. Pedaria walteri ingår i släktet Pedaria och familjen bladhorningar. Inga underarter finns listade i Catalogue of Life.